# Armagedon ili kraj (1964.)
Armagedon ili kraj, kratki film redatelja Ivana Martinca.:131, 132, 134, 137